# Peter en de vliegende autobus
Peter en de vliegende autobus is een Nederlandse jeugd-speelfilm uit 1976. Het scenario is geschreven door Piet Geelhoed en de regisseur van de film is Karst van der Meulen. Met rollen van Lex Goudsmit, Joost Prinsen en Martin Brozius. Zoals bij alle films van Van der Meulen, is de muziek uitgevoerd door Tonny Eyk.
De film nam deel aan de competitie op het filmfestival van Moskou in 1977 en werd goed ontvangen bij de pers. De film is op de televisie door de VARA uitgezonden en is sinds 2006 verkrijgbaar op dvd.

## Verhaal
Peter zit in een rolstoel en heeft niet veel vrienden. Hij komt in aanraking met een oude uitvinder, professor Drijfhout (Lex Goudsmit) en diens snoepgrage zoon en assistent Felix (Martin Brozius). De uitvinder heeft de gewichtloosmakende machine uitgevonden: een apparaat dat dingen kan laten zweven via zogenaamde zero-stralen.
De uitvinder doet zijn uiterste best zijn uitvinding buiten de publiciteit te houden, uit angst dat een ander er met zijn idee vandoor gaat. Het noodlot slaat echter toe als een zak toverballen die deze straling heeft opgevangen terechtkomt bij Peter. Wanneer tijdens een schoolreisje van Peter's klas de toverballen door de bus rollen, gaat de bus vliegen en hebben ze het avontuurlijkste schoolreisje van hun leven.

## Rolverdeling
| Acteur                | Personage                              |
| --------------------- | -------------------------------------- |
| Maarten van Kruysen   | Peter                                  |
| Henny Alma            | Moeder van Peter                       |
| Tanja Smit            | Els                                    |
| Bart Gabriëlse        | Freddie                                |
| Allard van der Scheer | Schoolmeester                          |
| Hertje Peeck          | Schooljuffrouw                         |
| Lex Goudsmit          | Professor Quirinus Drijfhout           |
| Rita Corita           | Agnes Drijfhout                        |
| Martin Brozius        | Felix Drijfhout                        |
| Cok Henneman          | Glashandelaar                          |
| Joost Prinsen         | Journalist Alfons Punt                 |
| Flip Brandon          | Bloemenverkoper                        |
| Piet Römer            | Buschauffeur Arie                      |
| Johan te Slaa         | Boer                                   |
| Alexander Pola        | Directeur van het pretpark (Efteling)  |
| Ton Stelloo           | Medewerker van het pretpark (Efteling) |
| Hennie Stello         |                                        |
| Monique de Leeuw      |                                        |
| Daan Stigter          |                                        |
| Ab Stikkers           |                                        |
| Thijm Wiggers         |                                        |

## Trivia
- De autobus die voor de film werd gebruikt was de destijds gloednieuwe DAF/Den Oudsten-wagen 6294 van Centraal Nederland. Deze werd in 1986 oranje geschilderd voor dienst op het Schipholbusnet en bleef deze kleur behouden na terugkeer op de gewone lijnen. In de film is ook nog een glimp van een bus te zien uit de 285x-serie van Centraal Nederland, een Leyland-Den Oudsten-semitourwagen.
- Voor de dvd-hoes is echter een foto gebruikt van de drie jaar oudere soortgenoot 6833; deze bus was geleverd met grote DAF-letters op de grille in plaats van de latere Den Oudsten-DAF-merkstrip en reed bij de NZH dat in 1994 Centraal Nederland overnam. De erfenis van deze bedrijven ging in 1999 naar Connexxion, maar de 6294 en de 6833 waren toen allang buiten dienst.
- Het schoolgebouw dat gebruikt is in de film is de voormalige jongensschool St Lambertus in Wouw. Deze school is in 1967 opgeheven en het gebouw kon dus gebruikt worden voor de film.
- Hoewel het niet in de film gezegd wordt, is het voor de oplettende kijker duidelijk dat het pretpark in kwestie de Efteling is. Er komt in de film geen enkele verwijzing naar de Efteling voor, zelfs bijvoorbeeld geen uithangbord in de achtergrond. Op de aftiteling wordt de naam wel vermeld.
- Overige opnamen voor de film werden gemaakt in Hilversum (Domeinweg), Soest (Oude Kerk), Eemnes en Roosendaal.[1]
- LEGO, C&A, Volvo, Frans de Witte en Jamin staken geld in de film.[bron?]

1896-1909 · 1910-19 · 1920-29 · 1930-39 · 1940-49 · 1950-59 · 1960-69 · 1970-79 · 1980-89 · 1990-99 · 2000-09 · 2010-19
· 2020-29